# Eddington-Grenze
Als Eddington-Grenze oder Eddington-Limit (nach dem britischen Physiker Arthur Stanley Eddington) bezeichnet man in der Astrophysik die natürliche Begrenzung der Leuchtkraft eines Sterns oder der Akkretion von Materie auf ein Schwarzes Loch.

## Definition
Die Eddington-Grenze bezeichnet den größten Energiefluss, der durch eine hydrostatische Gas-Schichtung mittels Strahlung hindurch transportiert werden kann, bevor der Strahlungsdruck den hydrostatischen Druck überwindet. Der Strahlungsdruck kommt durch die Thomson-Streuung zustande, also die Streuung der Strahlung an freien Elektronen. Die Leuchtkraft eines Objektes, bei welcher der hydrostatische Druck durch den Strahlungsdruck überwunden würde, heißt Eddington-Leuchtkraft.
Das Eddington-Limit ist damit die maximale Leuchtkraft, die ein Stern im hydrostatischen Gleichgewicht haben kann, ohne instabil zu werden und seine äußeren Schichten abzustoßen. Materieverluste durch Sternwinde kommen schon bei Sternen deutlich unterhalb des Limits vor. Für solche Sterne gilt die Betrachtung Eddingtons streng genommen nur näherungsweise, weil sie sich deswegen nicht im hydrostatischen Gleichgewicht befinden; allerdings hat die Thomson-Streuung in Sternen die Eigenschaft, nicht von der Tiefe im Stern abzuhängen. Weil die Energie freisetzende Region im Sterninneren aber wesentlich kleiner ist als die Region, die durch den Sternwind beeinflusst wird, ist das Eddington-Limit dennoch eine sinnvolle Grenze.
Zu beachten ist aber, dass das Eddington-Limit eindimensional und zeitunabhängig abgeleitet ist. Das heißt, es ist sowohl möglich, dass ein Stern nur zeitweise das Limit überschreitet, ohne zerstört zu werden, als auch, dass ein zweidimensionales Zusammenspiel von Sternwind und Strahlung insgesamt eine Leuchtkraft oberhalb des Limits zulässt. Letzteres wird beispielsweise für die Ausbrüche von η Carinae in Betracht gezogen.
Die Eddington-Grenze hängt von der Masse des Objekts ab, welche das umliegende Material gravitativ anzieht.

## Herleitung
Das hydrostatische Gleichgewicht stellt sich ein, wenn ein Kräftegleichgewicht zwischen der nach außen gerichteten Kraft durch die Thomson-Streuung {\displaystyle F_{S}} und der nach innen gerichteten Gravitationskraft {\displaystyle F_{G}} herrscht. Bei dieser Herleitung wird angenommen, dass das Material aus ionisiertem Wasserstoff bestehe und kugelsymmetrisch verteilt sei.
Für {\displaystyle F_{S}} gilt:
{\displaystyle F_{S}={\frac {\sigma _{T}S}{c}}}
{\displaystyle \sigma _{T}} ist der Wirkungsquerschnitt der Thomson-Streuung bei Elektronen. Die Thomsonstreuung an den Protonen (H-Kernen) kann vernachlässigt werden, weil sie deutlich unwahrscheinlicher ist. {\displaystyle S} ist der Strahlungsfluss. Der Zusammenhang zwischen Strahlungsfluss und Leuchtkraft {\displaystyle L} lautet (unter der Annahme, dass die Intensität des Strahlungsflusses in alle Richtungen gleich ist):
{\displaystyle L=4\pi r^{2}S}
Für {\displaystyle F_{G}} gilt nach dem Newtonschen Gravitationsgesetz:
{\displaystyle F_{G}={\frac {GMm_{p}}{r^{2}}}}
Dabei wurde die Masse des Elektrons vernachlässigt, weil diese deutlich kleiner ist als die des Protons {\displaystyle m_{p}}. Setzt man den Zusammenhang zwischen Strahlungsfluss und Leuchtkraft in die Formel für {\displaystyle F_{S}} ein und setzt diese mit {\displaystyle F_{G}} gleich, kommt man nach Umformen auf:
{\displaystyle L_{\text{Edd}}={\frac {4\pi GMm_{p}c}{\sigma _{T}}}\approx 33.000{\frac {M}{M_{\odot }}}L_{\odot }}
Dabei ist
- {\displaystyle L_{\text{Edd}}} das Maximum der Leuchtkraft, die durch Akkretion hervorgerufen werden kann,
- {\displaystyle M} die Masse des kompakten Objekts,
- {\displaystyle M_{\odot }} die Sonnenmasse,
- {\displaystyle L_{\odot }} die Leuchtkraft der Sonne.

Die maximale Leuchtkraft ist also eine Funktion der Masse des Objektes.

## Eddington-Akkretionsrate
Bedeutend ist das Eddington-Limit außerdem bei Akkretion von Materie auf ein kompaktes Objekt, etwa ein Schwarzes Loch, denn wenn die Leuchtkraft die Eddington-Grenze übersteigt, wird der damit einhergehende Strahlungsdruck so hoch, dass das einstürzende Material nach außen gedrückt wird. Damit wird aber gleichzeitig die Energiezufuhr abgeschnitten, so dass die Leuchtkraft wieder unter die Eddington-Grenze absinkt und das Material wieder einströmen kann. Dieser Vorgang kann sich periodisch wiederholen.
Für die Eddingtion-Akkretionsrate {\displaystyle {\dot {m}}_{\text{Edd}}} gilt aufgrund der Äquivalenz von Masse und Energie:
{\displaystyle {\dot {m}}_{\text{Edd}}={\frac {L_{\text{Edd}}}{\eta c^{2}}}}
Dabei ist {\displaystyle \eta } der Wirkungsgrad der Strahlungsproduktion bei der Akkretion.